# Judith Lewis Herman
Judith Lewis Herman är klinisk professor i psykiatri vid Harvard Medical School och utbildningsdirektor vid Cambridge Hospital, Cambridge, Massachusetts för programmet för Victims of Violence. 
Förutom sitt arbete som psykiater och forskare har hon också ett socialt och politiskt engagemang. Hennes forskning har gjort stor skillnad för att visa på vilka konsekvenser som uppstår på grund av mäns våld mot kvinnor och barn.
Herman har genom sin forskning varit starkt drivande för att diagnosen komplext PTSD ska särskiljas från diagnosen PTSD.

## Utbildning
Herman studerade först vid Radcliffe College och läste därefter till läkare vid Harvard Medical School.

## Forskning
Herman har, bland mycket, visat på likheterna i de psykiska följderna efter våld i hemmet och tortyr.

## Källförteckning
1. ↑  SNAC, SNAC Ark-ID: w6287sf6, läs online, läst: 9 oktober 2017.[källa från Wikidata]
2. ↑  Freebase Data Dumps, Google.[källa från Wikidata]
3. ↑  Guggenheim Fellows-databasen, Guggenheim fellow-ID: judith-lewis-herman.[källa från Wikidata]
4. 1 2 3  Herman, Judith Lewis (1998). Trauma och tillfrisknande : [om följderna av incest, våldtäkt, krig och tortyr och behandlingen av dessa trauma]. ISBN 978-91-630-7184-3. https://libris.kb.se/bib/7453220. Läst 31 mars 2024
5. ↑  ”Complex PTSD - (National Center for PTSD)”. web.archive.org. 16 februari 2008. Arkiverad från originalet den 16 februari 2008. https://web.archive.org/web/20080216011356/http://www.ncptsd.va.gov/ncmain/ncdocs/fact_shts/fs_complex_ptsd.html. Läst 22 januari 2022.
6. ↑  ”Judith Herman” (på engelska). Radcliffe Institute for Advanced Study at Harvard University. https://www.radcliffe.harvard.edu/people/judith-herman. Läst 22 januari 2022.